# Камерни хор „Одјек”
Камерни хор „Одјек” је основан 2017. године у Пожаревцу. Изводи народне песме балканских народа у оригиналним хорским аранжманима, комбинујући при томе народну традицију са елементима класичне музике, добијајући на тај начин јединствен стил по којем је постао препознатљив широм Балканског полуострва.

## Оснивање и структура хора
Повод за оснивање Хора врло је специфичан и везан је за припрему збирке 15 хорских аранжмана народних песама (македонских и песама других националности које живе у Македонији) за пројекат Европске уније у оквиру Института претприступне помоћи ИПА „Деценија припадности и слављење различитости”, аутора Илије Рајковића, садашњег уметничког руководиоца хора Одјек.
Хор чине професори Музичке школе „Стеван Стојановић Мокрањац” из Пожаревца, професионални уметници, ентузијасти, уједињени у идеји очувања и неговања народне традиције кроз хорско музицирање. Камерни хор Одјек је трогласни једнородни женски хор у саставу сопран, први и други алт, који своје композиције изводи искључиво уз пратњу клавира и још једног или неколико солистичких инструмената.

## Стил (мисија)
Као стилски опредељен састав, Хор свој репертоар базира на обрадама народне музике балканских народа, као и мањина које живе на овим просторима, црпећи при томе непресушив извор и богатство које та музика нуди. Репертоар концерата тако је конципиран да слушалац добија јасну представу о музици Балкана, увиђајући све сличности и разлике коју те песме носе у себи. Водећи се идејом очувања и популаризације народне музике ових крајева, Хор већ сада на репертоару има песме већине балканских земаља, обрађене на традиционалан, класичан и модеран начин, са коначним циљем да у годинама које долазе, обједини песме свих народа са ових простора, у оригиналним аранжманима, по којима је већ сада препознатљив. Репертоар Хора усмерен је ка циљу неговања истинске и ретке архаичности и очувању музике јединствене снаге.

## Наступи
Хор је за пет година постојања имао преко шездесет наступа, а од тога и велики број целовечерњих концерата, увек пред препуним салама. Представио се публици у скоро свим већим музичким центрима на Балкану: Сарајеву, Бањој Луци, Охриду, Котору, Београду, Шапцу, али и мањим местима широм Србије, испуњавајући на тај начин једну од основних идеја, а то је ширење и пропагирање културног наслеђа различитих народа. Августа 2018. године, Камерном хору Одјек припала је част да отвори 11. Охридски хорски фестивал и на тај начин се представи публици из преко 15 земаља.

## Уметнички руководилац
Илија Рајковић рођен је 21. децембра 1976. године у Пожаревцу. Дипломирао је на одсеку за општу музичку педагогију на Факултету музичке уметности у Београду. У музичкој школи „Стеван Мокрањац” ради од 1997. године. Активан је у различитим сферама културног живота града Пожаревца, бави се јавним извођењем, компоновањем и аранжирањем, члан је већег броја вокалних и инструменталних састава. Аутор је музике за више десетина позоришних представа. Његове композиције и аранжмани, углавном, народних песама и мелодија, налазе се на репертоару великог броја хорова и ансамбала широм Србије, а такође, широм света, на десетине хорова изводи по неку његову композицију или аранжман.
Добитник је Октобарске награде града Пожаревца, Златне значке КПЗ Србије за 2020. годину, Повеље културе града Пожаревца, награде УМБПС као и многих других.

## Награде
- Златна медаља и диплома за најбоље изведену световну композицију, Први Београдски хорски фестивал, септембар 2018.
- Лаурат фестивала на Петом Међународном хорски фестивалу у Херцег Новом, у конкуренцији хорова из неколико европских земаља, Камерни хор Одјек освојио је највећи број поена, септембар 2019.
- Добитник је Повеље културе града Пожаревца за 2019. годину.